# Project Christmas
Proiectul Crăciun (Project Christmas) era proiect secret în serialul Alias. Dezvoltat de CIA și condus de Jack Bristow în anii 1970, proiectul era folosit pentru a identifica și antrena copii pentru a deveni viitori spioni. KGB-ul a însărcinat-o pe Irina Derevko să se căsătorescă cu Jack cu scopul de a obține planurile proiectului Christmas.
A fost confirmat în episodul "The Indicator" din sezonul 2 că, cei mai buni spioni au anumite trăsături: pricepere la numere, gândire tridimensională și rezolvare de probleme complicate. Aceste abilități apar încă de la vârsta de cinci ani. "Proiectul Crăciun" se baza pe aceste lucruri în operațiunea de a antrena copii pentru a-i face să devină viitori spioni americani. 
Sydney Bristow a aflat de Project Christmas în sezonul al doilea, când era într-o misiune la Budapesta pentru a găsi informații despre 16 arme ale generației viitoare dezvoltate de organizație criminală numită "Triada". "Armele" s-au dovedit a fi 16 copii de șase ani, pe care Sydney i-a văzut asemblând pistoale legați la ochi. Când s-a întors la Los Angeles, Sydney este informată de la agentul Kerr că, acei copii au fost identificați pe baza unor întrebări din teste standardizate, care au fost aplicate tuturor copiilor de șase ani din Uniunea Europeană. 28 de copii au fost identificați în acel an, iar cei 16 pe care Sydney i-a văzut au fost recrutați de la părinții lor, sub falsul pretext că participau la activitățile unei tabere pentru copii. 
După o lună, amintirile copiilor erau șterse, pentru ca aceștia să nu-și amintească nimic despre antrenament. Kerr îi spune lui Sydney că, mai demult circulau zvonurile că KGB a dezvoltat un program asemănător în anii 1980, dar acest fapt nu a fost niciodată confirmat. După puțin timp bărbatul care i-a antrenat pe copii a fost identificat ca fiind Valerie Kholokov, fostul șef al diviziei de psihanaliză al KGB-ului. CIA i-a supravegheat pe copiii pentru a știi dacă Triada îi va contacta în viitor. 
Într-o misiune la Buenos Aires pentru a-l captura pe Kholokov, Sydney a găsit un puzzle, pe care l-a rezolvat foarte repede, în mod instinctiv. S-a simțit ca și cum și l-ar fi amintit decât l-ar fi rezolvat. Înapoi la Los Angeles, Sydney a pus-o pe agenta Kerr să o hipnotizeze ca să-și aducă aminte când a văzut acel puzzle pentru prima dată. Sydney s-a văzut ca fetiță, acasă, rezolvând acel puzzle pentru prima dată, iar apoi asamblând un pistol. Jack era chiar lângă ea. Sydney a realizat că Jack a supus-o proiectului Christmas, programând-o să devină spion. 
Michael Vaughn l-a angajat pe Will Tippin pentru ca să facă cercetări despre Project Christmas după ce un agent din Moscova i-a trimis lui o copie de test standardizat administrat de Uniunea Sovietică copiilor din anii 1980. Vaughn a văzut o similaritate între testele de I.Q. administrate copiilor americani și s-a gândit că rușii au putut folosi informațiile furate de Irina pentru a recruta copii americani. Will a descoperit că întrebările erau prezente în testele care au fost administrate în 1982 la peste cinci milioane de copii. Vaughn a dat cercetarea lui Will superiorilor săi, care au dat-o celor de la FBI. Will a mai descoperit apoi un număr de copiii care au luat luat nota maximă la acele teste și care au participat la o tabără de vară, realizând că acei copii au fost subiecții. Unul dintre copiii pe care i-a identificat a fost Allison Doren, care mai târziu va fi supusă proiectului Helix și transformată în dublura prietenei lui Will, Francie Calfo.
În timpul celor doi ani dintre sezonul 2 și 3, Sydney a fost sub acoperire pentru Legământ. Acea organizație a încercat să îi spele creierul pentru a o face să devină un asasin, dar, datorită Project Crăciun operațiunea nu a reușit.
În finalul sezonului 3, Sydney descoperă câteva hârtii referitoare la un proiect condus de Jack, care a început pe 17 aprilie 1975, când s-a născut Sydney. Înițial, se părea că aceste hârtii se refereau la alte informații nedezvăluite încă despre "Proiectul Crăciun". Dar, la începutul sezonuli 4, s-a dezvăluit că acele hârtii se refereau la permisiunea lui Jack, primită de la CIA, pentru a o omorî pe Irina.
Într-o secvență din viitor, din ultimul episod, este arătată fiica lui Sydney și a lui Vaughn, Isabelle, asamblând un puzzle, ceea ce sugerează că și ea are același potențial ca și mama sa. După ce la terminat de asamblat, Isabelle îl doboară și apoi fuge, sugerând că ea va avea libertatea de a-și alege singură calea ei în viață. 